# Gustav Adolph Guldberg
Gustav Adolph Guldberg, född den 27 oktober 1854 i Nannestad, död den 23 april 1908 i Kristiania (nuvarande Oslo), var en norsk anatom och antropolog, son till Carl August Guldberg, bror till Cato och Axel Guldberg.
Guldberg blev konservator i zootomi 1879, professor i anatomi i Kristiania 1887 och sekreterare i norska vetenskapsakademien 1903. Han studerade under talrika resor valarna och påvisade hos dem bland annat rudimentära bakre extremiteter. Guldberg anlade stora antropologiska samlingar, företog utgrävningar från vikingatiden och bearbetade förtjänstfullt de vid dessa funna kranierna.